# Annalen von Angers
Als Annalen von Angers (lateinisch Annales Andecavenses) wird ein nicht erhaltenes spätantikes Geschichtswerk in lateinischer Sprache bezeichnet, dessen Existenz indirekt erschlossen werden kann.
Diese Annalen werden nirgendwo ausdrücklich erwähnt, es handelt sich vielmehr um eine Bezeichnung der historischen Forschung für ein gallo-römisches lokalgeschichtliches Werk, das wohl im späten 5. Jahrhundert entstanden ist. Im späten 6. Jahrhundert schildert der Bischof und Geschichtsschreiber Gregor von Tours im 2. Buch seiner Historiae die Kämpfe des abtrünnigen weströmischen Befehlshabers Aegidius und seines Nachfolgers (vielleicht bereits sein Sohn Syagrius) gegen feindliche Westgoten und sächsische Plünderer in den 460er Jahren. In diesem Zusammenhang wird angenommen, dass Aegidius mit dem salfränkischen Kleinkönig Childerich I. kooperierte, aber ebenso möglich ist ein separates Vorgehen beider Anführer, die letztlich auch in einer Zeit Konkurrenten waren, als die weströmische Herrschaft in Gallien kollabierte.
Wohl im Jahr 469 konnte ein Vorstoß der Westgoten von römischen Truppen und Franken unter dem Kommando des ansonsten unbekannten comes Paulus gestoppt werden. Bei der Entsetzung der Stadt Angers, die von sächsischen Plünderern unter Adovacrius angegriffen wurde, fiel Paulus; Childerich konnte anschließend die Stadt einnehmen. Gregor von Tours schreibt dazu:
„Childerich nun kämpfte bei Orléans, Adovacrius aber mit seinen Sachsen kam gegen Angers. Es herrschte damals eine große Seuche unter dem Volk. Es starb auch Aegidius und hinterließ einen Sohn mit dem Namen Syagrius. Da jener [Aegidius] aber gestorben war, empfing Adovacrius von Angers und anderen Orten Geiseln. [...] Danach griff Paulus, der römische Befehlshaber, mit den Römern und Franken die Goten an und machte reiche Beute. Als aber Adovacrius nach Angers kam, erschien am Tage darauf auch König Childerich und gewann, nachdem Paulus getötet war, die Stadt. An jenem Tag ging das Kirchenhaus in Flammen auf.“
In der Forschung wurde bereits im 19. Jahrhundert erkannt, dass sich Gregor bei dieser und der folgenden Textstelle auf eine einzige Quelle bezogen haben muss, wie Inhalt und der an dieser Stelle vollkommen andere Stil mit einem parataktischen Satzbau belegen. Ohnehin zog Gregor nicht selten schriftliche zeitgenössische Quellen für Ereignisse heran, wie seine Ausführungen zu den fränkisch-römischen Beziehungen auf Basis der (ebenfalls verlorenen) Werke des Sulpicius Alexander und des Renatus Profuturus Frigeridus belegen.
Beide Textstellen bei Gregor (Historiae 2,18 f.) über die Ereignisse im Loireraum in den 460er Jahren gehen daher im Kern auf eine heute verlorene Quelle zurück, die sogenannten Annalen von Angers. Diese Zuordnung wird auch in der modernen Forschung akzeptiert und teils besonders hervorgehoben.
Demnach stützte sich Gregor von den Ereignissen der Schlacht bei Orléans (463) bis mindestens zu den Kämpfen um Angers 469/70 auf diese Quelle. Es ist auch möglich, dass weitere Aussagen bei Gregor über diese Zeit auf den Annalen basieren. Die Annalen beschrieben jedenfalls die kriegerischen Auseinandersetzungen in Nordgallien zumindest kurz, wobei neben Aegidius und seinem Sohn Syagrius unter anderem Paulus, Childerich und Adovacrius erwähnt wurden. Ebenso gingen die Annalen offenbar auf andere lokale Ereignisse wie Seuchen und den Kirchenbrand ein. Weitere Aussagen über Inhalt und Umfang dieses Werks, das sehr wahrscheinlich einen stark lokalhistorischen Charakter hatte, sind allerdings kaum möglich.